# 1,3-bis(dikyanomethylen)squarát

1,3-bis(dikyanomethylen)squarátový anion

1,3-bis(dikyanomethylen)squarát je dianion se vzorcem C10N4
O 2-
2 . Je odvozen od squarátového aniontu (C4O 2-
4  nahrazením dvou protilehlých kyslíků dikyanomethylenovými skupinami (=C(−C≡N)2).
Tento anion lze vytvořit reakcí kyseliny kvadrátové s anilinem za vzniku diesteru 1,3-dianilinsquarátu a jeho reakcí s malononitrilem a ethoxidem sodným, čímž vznikne tetrahydrát disodné soli, Na 
2 C10N4O 2-
2 ·4 H2O, žlutá pevná látka rozpustná ve vodě. Hydrát se mění na bezvodou sůl za teplot pod 100 °C, ta pak zůstává stálá až do 400 °C. Reakcí sodné soli s chloridy v ethanolu lze vytvořit následující soli:
- didraselnou K2C10N4O 2-
2 , bezvodá žlutá látka stálá do 300 °C
- dirubidnou Rb2C10N4O 2-
2 , hnědá pevná látka stálá do 300 °C
- hořečnato-sodno-dusičnanovou Mg2+Na+NO -
3 C10N4O 2-
2 ·6 H2O-CH3CH2OH, oranžová pevná látka, při 111 °C odštěpuje ethanol a vodu, bezvodá je poté stálá do 238 °C
- vápnenatou, Ca2+·C10N4O 2-
2 ·6 H2O, růžová pevná látka odštěpující vodu při 63–102 °C, jako bezvodá stálá do 468 °C
- barnatou, Ba2+C10N4O 2-
2 ·4 H2O, oranžová látka dehydratující se při 71-96 °C a jako bezvodá stálá do 457 °C

Nukleární magentickou rezonancí bylo zjištěno, že aromaticita squarátového jádra zůstává zachována.